# Ramón Escoda
Ramón Escoda (Calbayog, Sámar, 18 de diciembre de 1901-1967) fue un escritor y editor filipino en lengua española, padre del también escritor José Mª Bonifacio Escoda. Es uno de los ganadores del premio Zobel, otorgado durante décadas a las mejores obras escritas en español en Filipinas.

## Biografía
Ramón Escoda estudió inicialmente leyes, en la Escuela de Derecho de Manila, pero laboralmente se dedicó desde un primer momento al periodismo, aunque, dedicándose luego también a la política y llegado a ser diputado.

## Obra
El trabajo periodístico de Ramón Escoda comenzó antes de la Segunda Guerra Mundial, como articulista para el periódico La defensa. Posteriormente trabajó para la Biblioteca Nacional de Filipinas y editó su propio periódico, El Debate, que sería uno de los de mayor tirada en su país durante esa época.

## Premios
- 1936. Premio Zobel por su obra poética El Canto del solitario.